# Sisterhood
Sisterhood (chinês tradicional: 骨妹, jyutping: Gwaat Mui) é um filme macaense-honconguês do género drama, realizado por Tracy Choi, escrito por Au Kin-yee e protagonizado por Gigi Leung, Fish Liew e Jennifer Yu. Estreou-se em Macau a 12 de dezembro de 2016, e em Hong Kong a 23 de fevereiro de 2017. Foi exibido no Festival de Cinema LGBT de Toronto a 28 de maio de 2017.

## Elenco
- Gigi Leung como Sei
  - Fish Liew como Sei (jovem)
- Jennifer Yu como Ling
- Lee Lee-zen como Chen Chung
  - Kevin Chu como Chen Chung (jovem)
- Stephanie Che como #38
  - Panther Chan como #38 (jovem)
- Teresa Mak como #44
- Eliz Lao como #44 (jovem)
- Elena Kong como Lai
- Dino Acconci como dona da casa de massagens
- Louis Castro como dona da padaria
- Terence Siufay como proprietária do restaurante
- Ai Wai

## Banda sonora
Faixa
| N.º | Título                           | Intérprete   | Duração |  |
| 1.  | "Farewell to Yesterday 告別昨天" | Panther Chan |         |  |

## Reconhecimentos
| Ano  | Prémios                                                                     | Categorias                        | Destinatários e nomeados | Resultado | Referências |
| ---- | --------------------------------------------------------------------------- | --------------------------------- | ------------------------ | --------- | ----------- |
| 2016 | Festival Internacional de Cinema e Cerimónia de Entrega de Prémios de Macau | Prémio do Público                 | Sisterhood               | Venceu    | [ 7 ] [ 8 ] |
| 2016 | Festival Internacional de Cinema e Cerimónia de Entrega de Prémios de Macau | Melhor atriz principiante         | Jennifer Yu              | Venceu    | [ 7 ] [ 8 ] |
| 2016 | Festival Internacional de Cinema e Cerimónia de Entrega de Prémios de Macau | Melhor filme                      | Sisterhood               | Indicado  | [ 7 ] [ 8 ] |
| 2017 | 23.º Prémios da Sociedade de Críticos de Cinema de Hong Kong                | Melhor atriz secundária           | Fish Liew                | Indicado  | [ 9 ]       |
| 2017 | 23.º Prémios da Sociedade de Críticos de Cinema de Hong Kong                | Melhor atriz principiante         | Jennifer Yu              | Indicado  | [ 9 ]       |
| 2017 | 36.º Prémio Cinematográfico de Hong Kong                                    | Melhor atriz secundária           | Fish Liew                | Indicado  | [ 10 ]      |
| 2017 | 36.º Prémio Cinematográfico de Hong Kong                                    | Melhor atriz principiante         | Jennifer Yu              | Indicado  | [ 10 ]      |
| 2017 | 17.º Prémio de Comunicação Cinematográfica Chinesa                          | Melhor atriz secundária           | Fish Liew                | Indicado  | [ 11 ]      |
| 2017 | 17.º Prémio de Comunicação Cinematográfica Chinesa                          | Melhor atriz principiante         | Jennifer Yu              | Indicado  | [ 11 ]      |
| 2017 | 12.º Festival de Cinema Asiático de Ósaca                                   | Prémio Novos Talentos Promissores | Fish Liew                | Venceu    | [ 12 ]      |
| 2017 | Festival de Cinema LGBT de Toronto                                          | Prémio do Público de melhor filme | Sisterhood               | Venceu    | [ 13 ]      |
| 2018 | Festival de Cinema da Ásia e do Pacífico                                    | Melhor atriz secundária           | Fish Liew                | Indicado  | [ 14 ]      |